# Balgarska Federazija Leka Atletika
Die Balgarska Federazija Leka Atletika ist der Dachverband der Leichtathletik in Bulgarien.

## Mitgliedschaften
Der Verband ist Mitglied folgender übergeordneter Dachverbände:
- Balgarski Olimpiyski Komitet
- European Athletic Association
- World Athletics